# José Bernasconi
José Bernasconi (fl. XX secolo) è stato un dirigente sportivo argentino, presidente del Club Atlético River Plate dal 1909 al 1911.

## Biografia
Bernasconi fu il secondo presidente nella storia della società, avendo rilevato Leopoldo Bard nel 1909. Durante il suo mandato, il club ritornò al primo campo sportivo che aveva ottenuto, quello nella zona della Dársena Sur: proprio Bernasconi, all'epoca presidente della Dresco, un'azienda con sede a Buenos Aires, aveva fornito il terreno alternativo, nella zona di Sarandí.